# Сатурн, пожирающий своего сына (Рубенс)
«Сатурн, пожирающий своего сына» (исп. Saturno devorando a un hijo) — картина нидерландского художника Питера Пауля Рубенса, написанная в 1636—1638 годах. Была заказана для Торре-де-ла-Парада Филиппом IV Испанским. Ныне находится в Музее Прадо, Мадрид.
Картина демонстрирует влияние Микеланджело на Рубенса, которое он испытал во время своего путешествия в Италию. Три звезды в верхней части полотна представляют планету Сатурн, описанную Галилео Галилеем за несколько лет до создания картины. Центральная звезда — это сама планета, в то время как две другие представляют то, что Галилей считал двумя звёздами на одной линии с планетой. На самом деле это были кольца вокруг Сатурна, которые его телескоп из-за недостаточной мощности не мог различить.
Работа Рубенса повлияла на картину Гойи на ту же тему.

## Сюжет картины
Картина представляет собой греческий миф о титане Кроносе, пожирающем своих детей. В оригинальном мифе Кронос проглатывал своих детей целиком, а позже выплевывал тоже целиком.